# هارفي فريدمان
هارفي فريدمان (بالإنجليزية: Harvey Friedman)‏ هو رياضياتي أمريكي، ولد في 23 سبتمبر 1948 في شيكاغو في الولايات المتحدة.